# Чекай (Лодзинське воєводство)
Чекай (пол. Czekaj) — село в Польщі, у гміні Унеюв Поддембицького повіту Лодзинського воєводства.
Населення — 67 осіб (2011).
У 1975-1998 роках село належало до Конінського воєводства.

## Демографія
Демографічна структура станом на 31 березня 2011 року:
|          | Загалом | Допрацездатний вік | Працездатний вік | Постпрацездатний вік |
| -------- | ------- | ------------------ | ---------------- | -------------------- |
| Чоловіки | 33      | 6                  | 21               | 6                    |
| Жінки    | 34      | 7                  | 17               | 10                   |
| Разом    | 67      | 13                 | 38               | 16                   |